# Toussaint L’Ouverture
François-Dominique Toussaint L’Ouverture, znany także jako Toussaint Bréda, Toussaint-Louverture (ur. 20 maja 1743 w Cap-Français we francuskiej kolonii Saint-Domingue, zm. 7 kwietnia 1803 w Fort de Joux) – jeden z przywódców powstania przeciwko francuskim rządom kolonialnym na Haiti.

## Życiorys

### Wczesny okres
Toussaint miał rzekomo pochodzić z plemienia Arada na wybrzeżu Dahomeju. Jego ojciec został przywieziony przez afrykańskich handlarzy niewolników do francuskiej kolonii Saint-Domingue i sprzedany hrabiemu Bréda. Toussaint był jego najstarszym synem (data urodzin jest sporna, wymienia się 20 maja, jak też 1 listopada). Późniejsze nazwisko Bréda przejął po swym właścicielu.
De Bréda okazał się „ludzkim panem”, bo zachęcał młodego Toussainta do nauki czytania i pisania. L’Ouverture stał się wkrótce stangretem hrabiego, słynął także ze znakomitej jazdy konnej oraz wiedzy zielarskiej. Czarnoskóry ksiądz Pierre Baptiste, będący wyzwoleńcem, nauczył go czytać. Toussaint poślubił Suzan Simone, z którą miał syna Placide’a.
L’Ouverture stał się wolnym człowiekiem w wieku 33 lat, nim wybuchło wielkie powstanie niewolników. Kolonialne rejestry wykazują, że wydzierżawił grunty rolne o powierzchni 15 hektarów, na których pracowało dlań trzynastu niewolników uprawiających kawę.
Rewolucja francuska, która rozpoczęła się w 1789, miała ogromny wpływ na wyspę. Głosiła hasła równości i braterstwa, które znalazły się w „deklaracji praw człowieka i obywatela”. Jednak okazało się, że wolność należy się tylko obywatelom na kontynencie, natomiast pod wpływem właścicieli plantacji nie dopuszczono do żadnych zmian w koloniach. Ta rażąca niesprawiedliwość stała się iskrą, która dała początek ruchowi wyzwoleńczemu na Haiti.

### Powstanie i negocjacje – zniesienie niewolnictwa
Toussaint nie brał udziału w początkowej walce kierowanej przez Vincenta Ogé’a. Był natomiast świadkiem publicznej egzekucji, w której go stracono. Bogaty „kolorowy” próbował uzyskać prawa wyborcze dla swojej klasy społecznej w październiku 1790, ale spotkało go niepowodzenie; biali nie pozostawili żadnych złudzeń co do uprzywilejowania takich jak on, względem przeważającej rzeszy niewolników. W sierpniu 1793 – w czasie powstania – pomógł swemu byłemu właścicielowi w ucieczce do Stanów Zjednoczonych, a następnie został doradcą Georges’a Biassou w czasie dalszych działań powstańczych, które nastąpiły po tak zwanej „Ognistej nocy”. Szybko awansował, a „czarna armia” okazała się zaskakująco skuteczna w walce przeciwko kiepsko dowodzonym i niszczonym przez choroby tropikalne oddziałom francuskim. W 1793 po wybuchu wojny Francji z mocarstwami europejskimi Toussaint sprzymierzył się z Hiszpanią przeciwko wspólnemu wrogowi. W tym czasie zyskał także swój przydomek L’Ouverture (Otwarcie), ponieważ z bardzo dużą zręcznością wykorzystywał wszelkie luki w pozycjach nieprzyjaciela. Później w trakcie tego samego roku Wielka Brytania opanowała większość nadbrzeżnych osad na Haiti, łącznie z Port-au-Prince.
W 1793 Léger Félicité Sonthonax i Étienne Polverel, reprezentanci francuskiego rządu rewolucyjnego z Paryża zaoferowali wolność tym niewolnikom, którzy przyłączą się do walki przeciwko siłom kontrrewolucji. 4 lutego 1794 jakobiński Konwent Narodowy wydał akty emancypacyjne, które znosiły niewolnictwo na całym terytorium Republiki Francuskiej. Na początku maja 1794 Toussaint zrezygnował z aliansu hiszpańskiego i dołączył do Francuzów. Razem ze sobą przywiódł tysiące czarnych żołnierzy. Został wówczas mianowany generałem brygady (Général de Brigade).

### Wsparcie rewolucyjnej Francji
Pod rosnącym wpływem L’Ouverture’a armia czarnych razem z białymi sprzymierzeńcami wyparła z wyspy połączone siły hiszpańsko-brytyjskie. Armia Toussainta wygrała siedem bitew w ciągu jednego tygodnia przeciwko Brytyjczykom w styczniu 1794, brała ona także udział w tłumieniu powstania kierowanego przez Mulata Pinchinata. Dzięki tym akcjom jego władza stawała się coraz bardziej rozległa, a sam Toussaint ogłosił lojalność wobec Pierwszej Republiki Francuskiej. Dzięki temu został awansowany na generała dywizji (Général de Division). Pokonani Brytyjczycy wycofali się w 1798.
22 maja 1799 L’Ouverture podpisał porozumienia handlowe z Wielką Brytanią i USA. W październiku został przez niego pobity i zmuszony do ucieczki do Francji mulacki generał André Rigaud, ostatni rywal w walce o panowanie na wyspie. Następnie jego wojska zwróciły się przeciwko hiszpańskiej kolonii Santo Domingo. Hiszpanie zostali pokonani w 1800, a 24 stycznia 1801 Santo Domingo zostało oficjalnie przyłączone do Francji. Toussaint powołał także komitet, który uchwalił konstytucję dla kolonii, która weszła w życie 7 lipca 1801, przy okazji czyniąc L’Ouverture’a jedynowładcą tylko formalnie zależnym od zamorskiej metropolii.

### Kampania Leclerca, pojmanie Toussainta i przywrócenie niewolnictwa
Kiedy Napoleon Bonaparte objął stery władzy, rozpoczął dążenie do przywrócenia poprzednich zysków, jakie kraj czerpał z karaibskich kolonii, dlatego też w 1802 szwagier Napoleona Charles Leclerc, który formalnie zaprzeczał, że chce przywrócić niewolnictwo, postanowił odzyskać kontrolę nad Haiti. 20 stycznia 1802 wylądował na wyspie i wyruszył przeciwko Toussaintowi.
W następnych miesiącach oddziały czarnych walczyły zacięcie z oddziałami kolonialnymi, przy czym kilku oficerów wojsk rebelianckich przeszło na stronę wroga. 7 maja 1802 Toussaint podpisał traktat pokojowy w Cap-Haïtien, który gwarantował, że niewolnictwo już nigdy nie zostanie przywrócone, a następnie udał się do swojego gospodarstwa w Ennery. Jednak po trzech tygodniach żołnierze Leclerca pojmali L’Ouverture’a i jego rodzinę, a później wysłali go na okręcie do Francji. 25 sierpnia Toussaint został uwięziony na zamku Fort de Joux w Doubs, gdzie zmarł na zapalenie płuc.